# Piotr Maliszewski
Piotr Maliszewski (ur. 19 maja 1960 w Lidzbarku Warmińskim) – polski działacz opozycji w czasach PRL, jeden z organizatorów strajku w Stoczni Gdańskiej w sierpniu 1980. W początkowym okresie strajku wraz z Lechem Wałęsą prowadził negocjacje z dyrekcją tego zakładu na temat postulatów stoczniowców. Aresztowany po wybuchu stanu wojennego. W latach 1989–1990 przebywał na emigracji w Austrii. Został honorowym przewodniczącym "Solidarności 80".
Piotr Maliszewski uznany był przez Annę Walentynowicz za jedną z najważniejszych postaci strajków w 1980 roku.